# 安道尔总委员会
安道尔总委员会是安道尔的国家立法机关。安道尔总委员会为一院制。安道尔总委员会有28名委员，每届任期4年。

## 外部連結
- 官方网站